# Argis
Pour l’article homonyme, voir Argis (crustacé).
Argis est une commune française située dans le département de l'Ain, en région Auvergne-Rhône-Alpes.
Ses habitants sont appelés les Argissiens et les Argissiennes.

## Géographie

### Description
Argis est située dans le massif du Jura méridional, dans les montagnes du Bugey, dans la vallée de l'Albarine, entre Tenay et Saint-Rambert-en-Bugey.
Elle est bordée par la ligne de chemin de fer Lyon- Genève et la route départementale 1504. La gare SNCF Tenay-Hauteville se situe à 2 km d'Argis. Elle rallie la gare de Lyon-Part-Dieu en 45 minutes et la gare de Genève- Cornavin en 1h15.
L'altitude de la commune varie de 315 mètres au fond de la vallée, à 800 mètres sur les flancs de la vallée.
Le village est surplombé par une imposante falaise de 200m de hauteur, la roche de Narse, et bordé par la rivière Albarine.

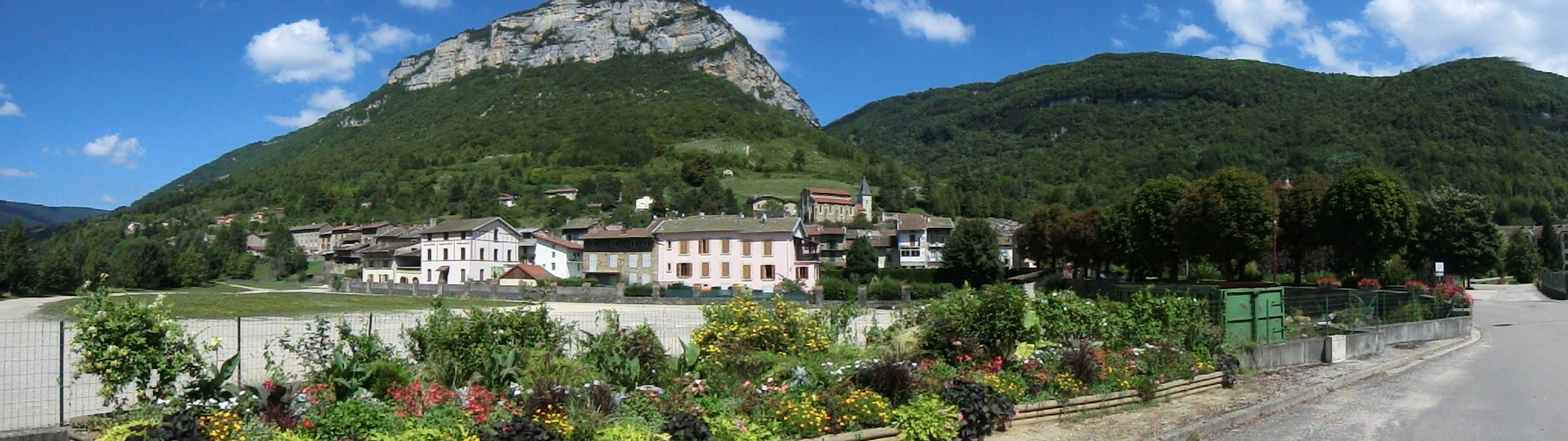
Vue panoramique du village.

### Communes limitrophes
|                        | Oncieu, Évosges |       |
| Saint-Rambert-en-Bugey | Argis           | Tenay |
|                        | Arandas         |       |

### Climat
Pour des articles plus généraux, voir Climat d'Auvergne-Rhône-Alpes et Climat de l'Ain.
En 2010, le climat de la commune est de type climat des marges montagnardes, selon une étude du CNRS s'appuyant sur une série de données couvrant la période 1971-2000. En 2020, Météo- France publie une typologie des climats de la France métropolitaine dans laquelle la commune est exposée à un climat de montagne ou de marges de montagne et est dans une zone de transition entre les régions climatiques « Jura » et « Alpes du nord ».
Pour la période 1971-2000, la température annuelle moyenne est de 10,5 °C, avec une amplitude thermique annuelle de 17,7 °C. Le cumul annuel moyen de précipitations est de 1 511 mm, avec 12,2 jours de précipitations en janvier et 8,2 jours en juillet. Pour la période 1991-2020, la température moyenne annuelle observée sur la station météorologique de Météo- France la plus proche, sur la commune de Saint-Rambert-en-Bugey à 4 km à vol d'oiseau, est de 11,4 °C et le cumul annuel moyen de précipitations est de 1 512,4 mm,. Pour l'avenir, les paramètres climatiques de la commune estimés pour 2050 selon différents scénarios d'émission de gaz à effet de serre sont consultables sur un site dédié publié par Météo- France en novembre 2022.

### Milieux naturels et biodiversité
- ZNIEFF du col d'Evosges, des falaises d'Argis et des gorges de l'Albarine[8]
- ZNIEFF de la pelouse sèche de la Montagne de Suerme[4]. (à cheval sur les communes d'Argis, Arandas et Saint Rambert-en-Bugey)

## Urbanisme

### Typologie
Au 1er janvier 2024, Argis est catégorisée commune rurale à habitat dispersé, selon la nouvelle grille communale de densité à 7 niveaux définie par l'Insee en 2022.
Elle est située hors unité urbaine et hors attraction des villes,.

### Occupation des sols
L'occupation des sols de la commune, telle qu'elle ressort de la base de données européenne d’occupation biophysique des sols Corine Land Cover (CLC), est marquée par l'importance des forêts et milieux semi-naturels (62 % en 2018), une proportion sensiblement équivalente à celle de 1990 (62,5 %). La répartition détaillée en 2018 est la suivante :
forêts (60,8 %), zones agricoles hétérogènes (23,6 %), zones industrielles ou commerciales et réseaux de communication (7,3 %), prairies (7,1 %), milieux à végétation arbustive et/ou herbacée (1,2 %).
L'évolution de l’occupation des sols de la commune et de ses infrastructures peut être observée sur les différentes représentations cartographiques du territoire : la carte de Cassini (XVIIIe siècle), la carte d'état-major (1820-1866) et les cartes ou photos aériennes de l'IGN pour la période actuelle (1950 à aujourd'hui).

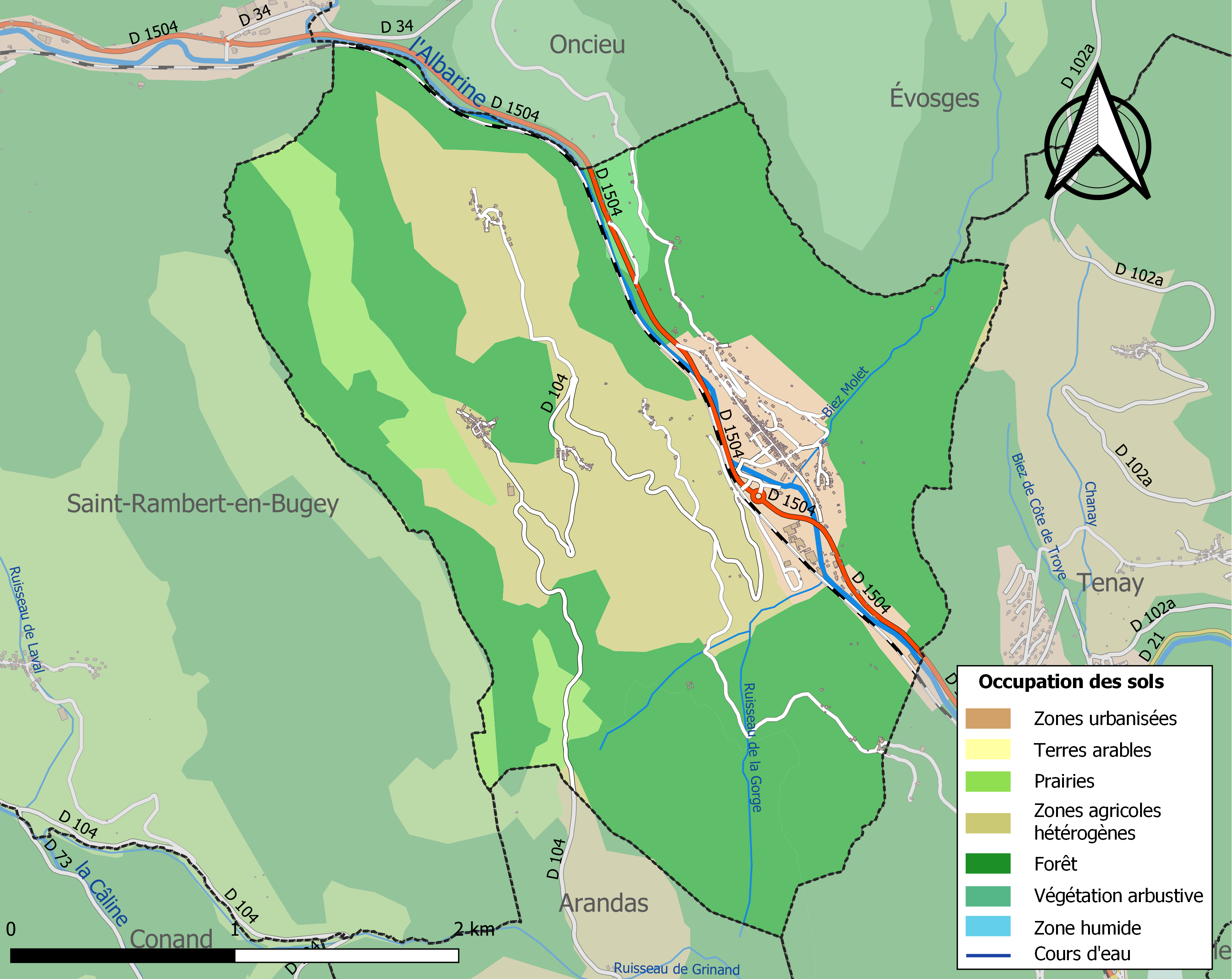
Carte des infrastructures et de l'occupation des sols de la commune en 2018 (CLC).

### Lieux-dits, hameaux et écarts
Le Revio, le Mortier, Reculafol, Averliaz, la Pavaz, l'Ecartary, la Voûte, les Vignes, les Abbéanches, En Paradis, le Villars, Plomb d'Argis, Andriset.

### Habitat et logement
En 2013 et 2018, le nombre total de logements dans la commune était de 321, alors qu'il était de 332 en 2008.
Parmi ces logements, 61,7 % étaient des résidences principales, 20,4 % des résidences secondaires et 17,9 % des logements vacants. Ces logements étaient pour 88,4 % d'entre eux des maisons individuelles et pour 8,4 % des appartements.
Le tableau ci-dessous présente la typologie des logements à Argis en 2018 en comparaison avec celle de l'Ain et de la France entière. Une caractéristique marquante du parc de logements est ainsi une proportion de résidences secondaires et logements occasionnels (20,4 %) très supérieure à celle du département (5,5 %) et à celle de la France entière (9,7 %). Concernant le statut d'occupation de ces logements, 82,9 % des habitants de la commune sont propriétaires de leur logement (79,4 % en 2013), contre 62,4 % pour l'Ain et 57,5 % pour la France entière.
| Typologie                                               | Argis | Ain     | France entière |
| ------------------------------------------------------- | ----- | ------- | -------------- |
| Nombre de logements                                     | 323   | 325 431 | 36 815 787     |
| Résidences principales (en %)                           | 61,7  | 86,3    | 82,1           |
| Résidences secondaires et logements occasionnels (en %) | 16,4  | 5,5     | 9,7            |
| Logements vacants (en %)                                | 21,9  | 8,2     | 8,2            |

## Toponymie
Le nom de la localité est attesté sous les formes Argil en 1242 et en 1354[réf. incomplète], De Argillo en 1585, Argit en 1650, Argy en 1734.[réf. nécessaire]

## Histoire
Présence d'une seigneurie et d'un château fort au Moyen Âge.
La seigneurie d’Argis était possédée au XIVe siècle par la famille de Lange. En 1349, elle passe à la maison de Châtillon puis aux seigneurs de Bourg qui la vendent, vers 1500, aux de Challant et de la Vernée ; elle appartint ensuite aux Chabot, Cerizier, de Portier, Montmayeur et, en 1641, à l’évêque de Belley, Jean de Passelaigue.
Argis est une terre de vignes, ravagées par le phylloxéra au XIXe siècle. Les éboulis calcaires sous la roche de Narse ont été replantés en cépage biologique chardonnay, altesse et mondeuse en 2011.
La commune fut une des trois cités industrielles de la vallée avec Tenay et Saint Rambert en Bugey. En effet, elle possède un riche passé textile de la fin du XIXe siècle jusqu'aux années 80, avec les filatures des déchets de soie, la schappe, dépendantes des filatures Dobler et Warnery à Tenay, puis des tissus jersey Burlington.La fermeture des usines entrainera un fort exode rural dans la vallée.
Le seul bâtiment subsistant de la filature abrite la mairie et l'ancienne bibliothèque. Le canal d'amenée d'eau vers les turbines des usines existe encore dans sa partie nord, l'autre partie ayant été recouverte.
L'ancienne usine de décreusage du Villars, reconvertie en ateliers d'artistes, a reçu le label "Ensemble Industriel Remarquable" par l'association régionale du Patrimoine Aurhalpin, en septembre 2023.
Une centrale laitière coopérative agricole récoltant le lait des fermes du secteur s'installe également au lieu-dit Prés d'Argis, le long de l'Albarine et sur la route de Tenay. En 1988, elle dépose sa propre marque Argilait auprès de l'INPI. Les locaux de l'ancienne centrale laitière accueillent aujourd'hui diverses entreprises.
Jusqu'en septembre 2000, date de la création de la déviation d'Argis, la route nationale 504 traversait le village.

## Politique et administration

### Découpage territorial
La commune d'Argis est membre de la communauté de communes de la Plaine de l'Ain, un établissement public de coopération intercommunale (EPCI) à fiscalité propre créé le 15 décembre 2002 dont le siège est à Chazey-sur-Ain. Ce dernier est par ailleurs membre d'autres groupements intercommunaux.
Sur le plan administratif, elle est rattachée à l'arrondissement de Belley, au département de l'Ain et à la région Auvergne- Rhône-Alpes. Sur le plan électoral, elle dépend du  canton d'Ambérieu-en-Bugey pour l'élection des conseillers départementaux, depuis le redécoupage cantonal de 2014 entré en vigueur en 2015, et de la cinquième circonscription de l'Ain  pour les élections législatives, depuis le dernier découpage électoral de 2010.

### Liste des maires
| Période         | Période   | Identité              | Étiquette | Qualité |
| --------------- | --------- | --------------------- | --------- | --- |
| 1944            | 1959      | Louis Dillenschneider |           | |
| 1959            | 1974      | Louis Ronchail        |           | |
| 1974            | 1974      | Jean Reverdy          |           | |
| 1974            | 1999      | André Ollier          |           | |
| 1999            | 2001      | Jean-Claude Marquis   |           | |
| 2001            | juin 2022 | Marcel Chevé          |           | Électricien, retraité de la maintenance au laboratoire de photographie Kodak à Vienne Décédé en cours de mandat |
| 14 octobre 2022 | En cours  | Laurent Bou           |           | |

### Environnement

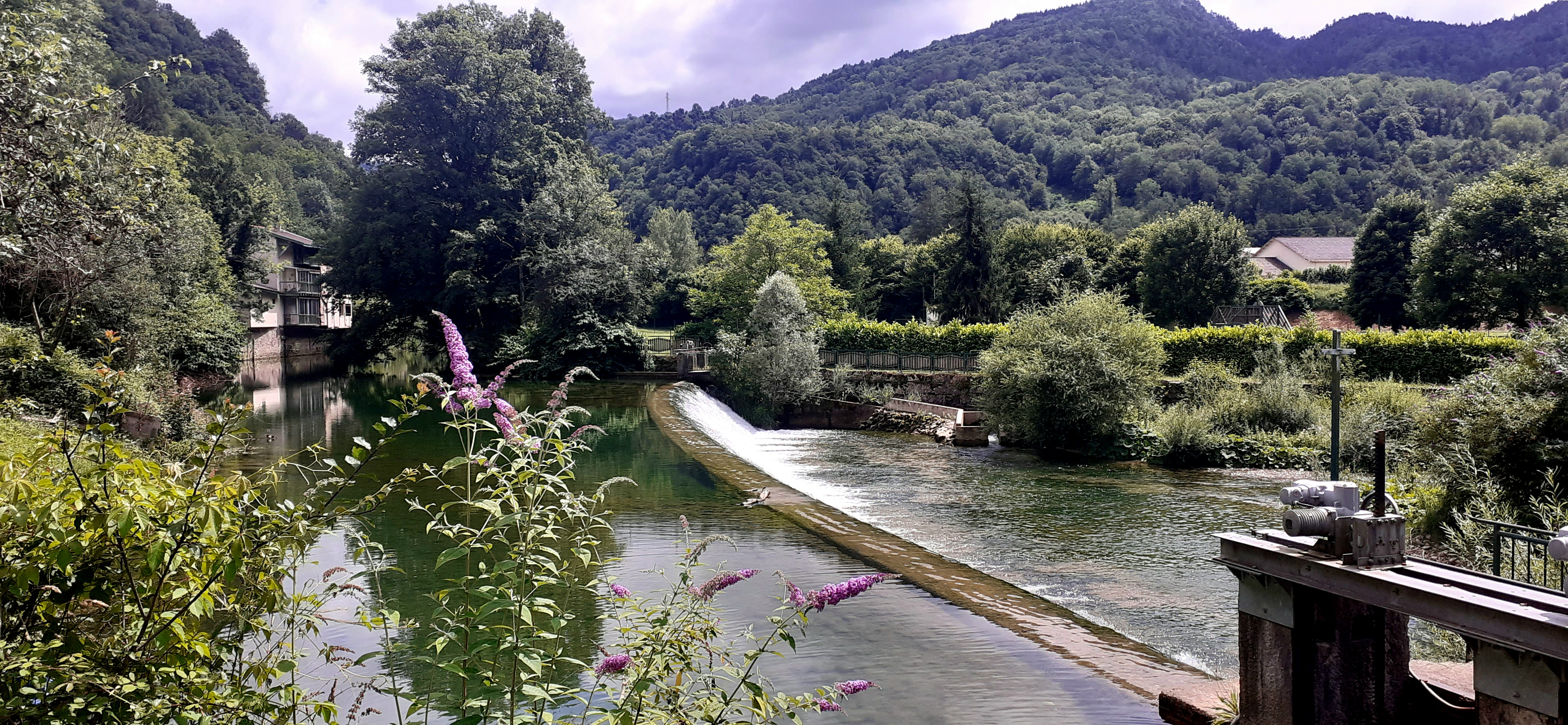

Depuis 2002, la commune d'Argis adhère au SIABVA, le Syndicat Intercommunal d'Aménagement du Bassin Versant de l'Albarine, qui regroupe 27 communes et œuvre à la protection et à la restauration des écosystèmes aquatiques.

## Démographie
L'évolution du nombre d'habitants est connue à travers les recensements de la population effectués dans la commune depuis 1793. Pour les communes de moins de 10 000 habitants, une enquête de recensement portant sur toute la population est réalisée tous les cinq ans, les populations de référence des années intermédiaires étant quant à elles estimées par interpolation ou extrapolation. Pour la commune, le premier recensement exhaustif entrant dans le cadre du nouveau dispositif a été réalisé en 2006.

En 2022, la commune comptait 420 habitants, en évolution de −4,11 % par rapport à 2016 (Ain : +5,15 %, France hors Mayotte : +2,11 %).
| 1793 | 1800 | 1806 | 1821 | 1831 | 1836 | 1841 | 1846 | 1851 |
| ---- | ---- | ---- | ---- | ---- | ---- | ---- | ---- | ---- |
| 547  | 468  | 614  | 606  | 593  | 594  | 565  | 596  | 636  |

| 1856 | 1861 | 1866 | 1872 | 1876 | 1881 | 1886  | 1891  | 1896  |
| ---- | ---- | ---- | ---- | ---- | ---- | ----- | ----- | ----- |
| 698  | 741  | 791  | 782  | 827  | 976  | 1 034 | 1 116 | 1 015 |

| 1901 | 1906 | 1911 | 1921  | 1926  | 1931  | 1936 | 1946 | 1954 |
| ---- | ---- | ---- | ----- | ----- | ----- | ---- | ---- | ---- |
| 919  | 798  | 801  | 1 004 | 1 125 | 1 072 | 858  | 730  | 623  |

| 1962 | 1968 | 1975 | 1982 | 1990 | 1999 | 2006 | 2011 | 2016 |
| ---- | ---- | ---- | ---- | ---- | ---- | ---- | ---- | ---- |
| 620  | 582  | 479  | 447  | 405  | 390  | 424  | 421  | 438  |

| 2021 | 2022 | - | - | - | - | - | - | - |
| ---- | ---- | - | - | - | - | - | - | - |
| 432  | 420  | - | - | - | - | - | - | - |

## Enfance
L'école d'Argis compte 3 classes, de la maternelle au cours élémentaire. Il existe également un lieu d'accueil périscolaire et une cantine.

## Culture locale et patrimoine

### Lieux et monuments
- Cascades de la Côte et de la Pissoire.
- Madone du Pain de Sucre (panorama).
- Site d'escalade de la roche de Narse.

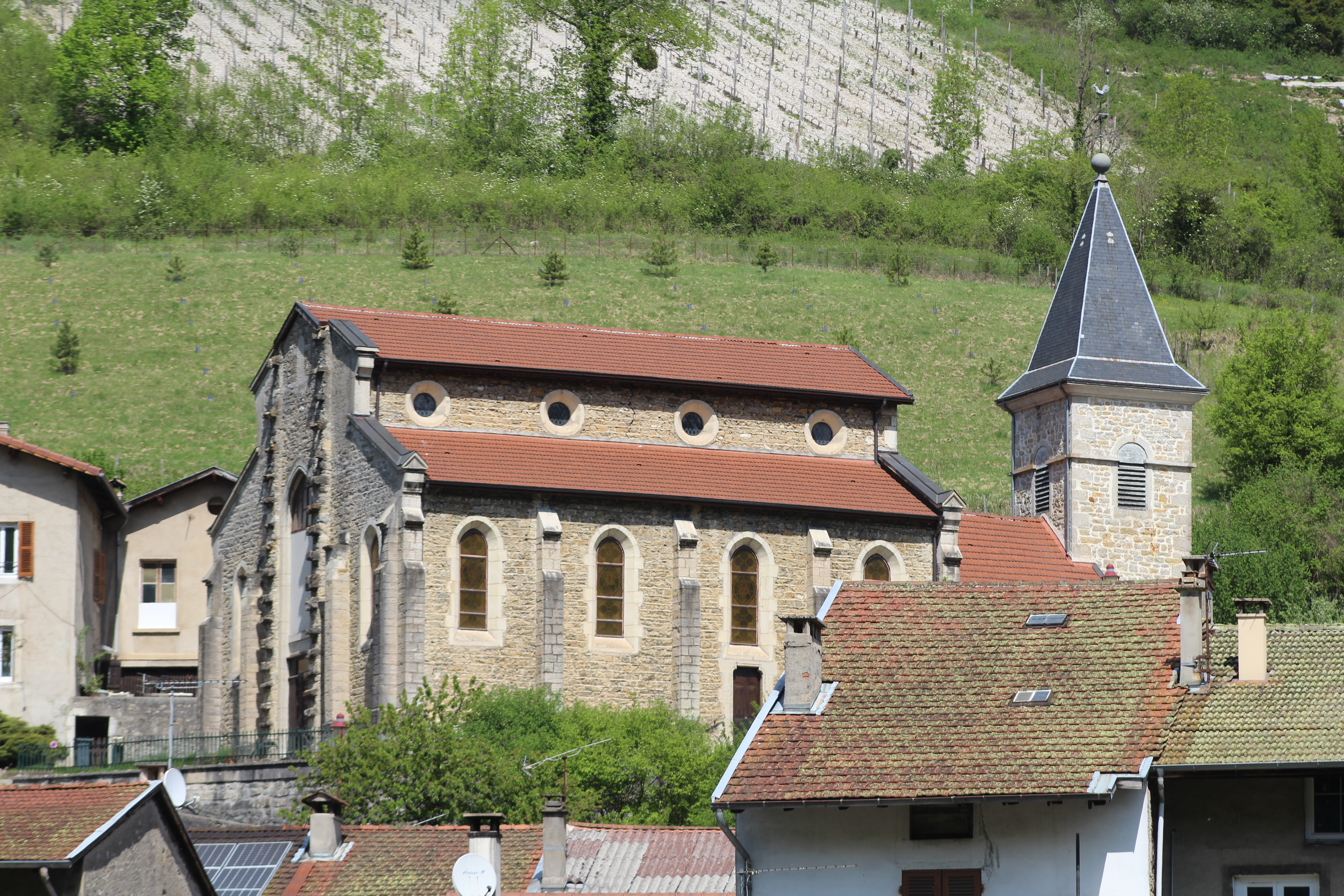
Église Saint-Maurice.
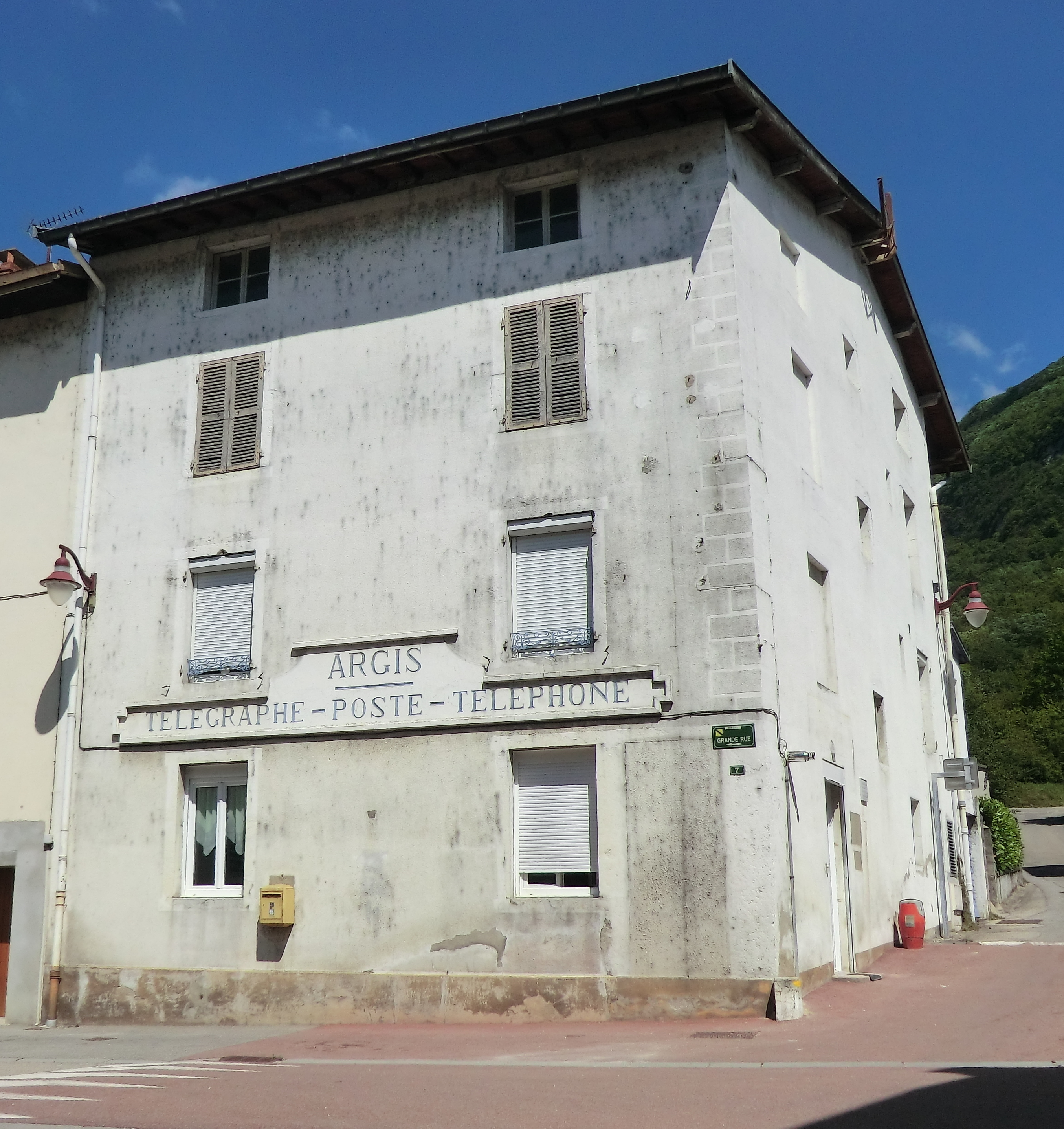
L'ancienne poste.
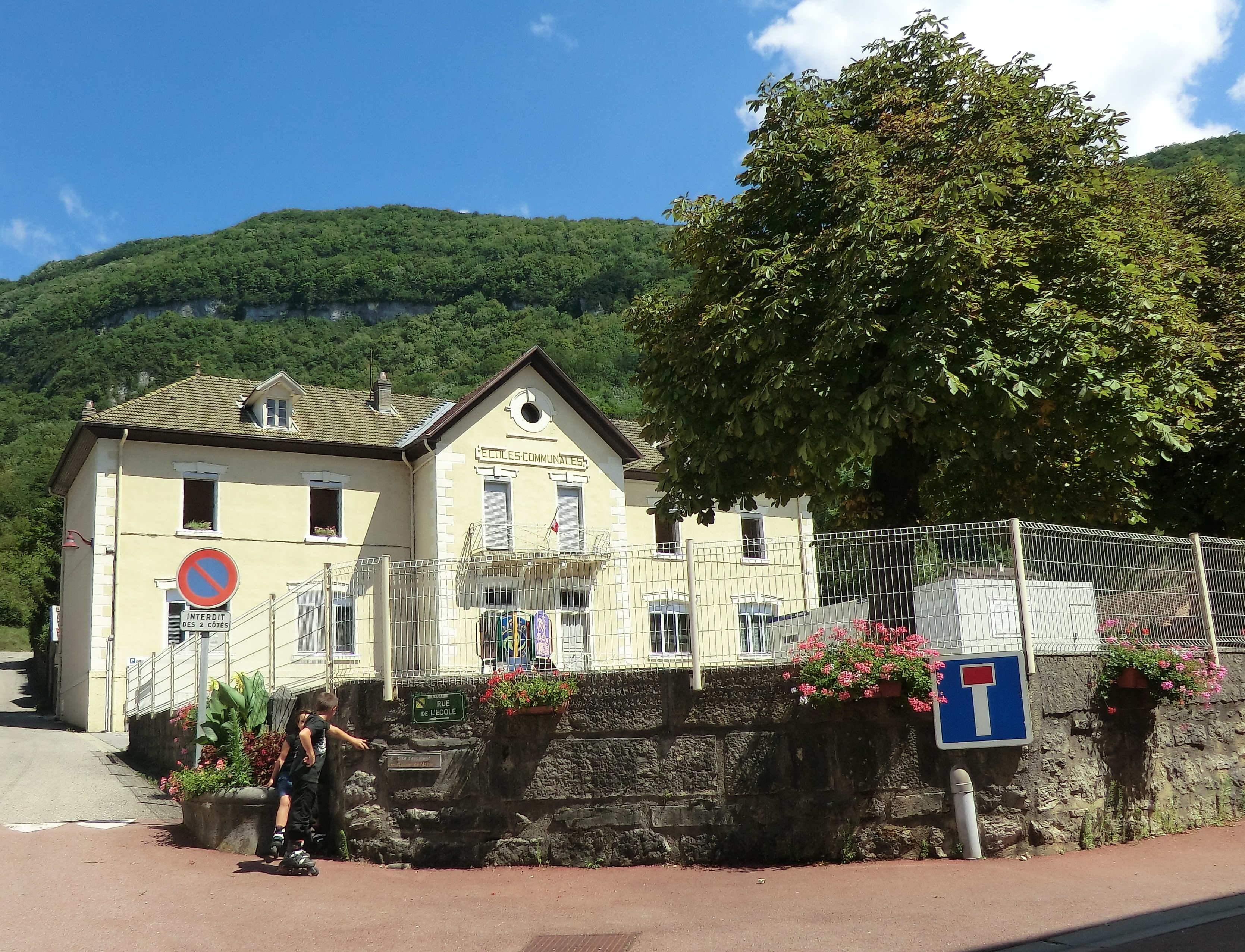
L'école d'Argis.
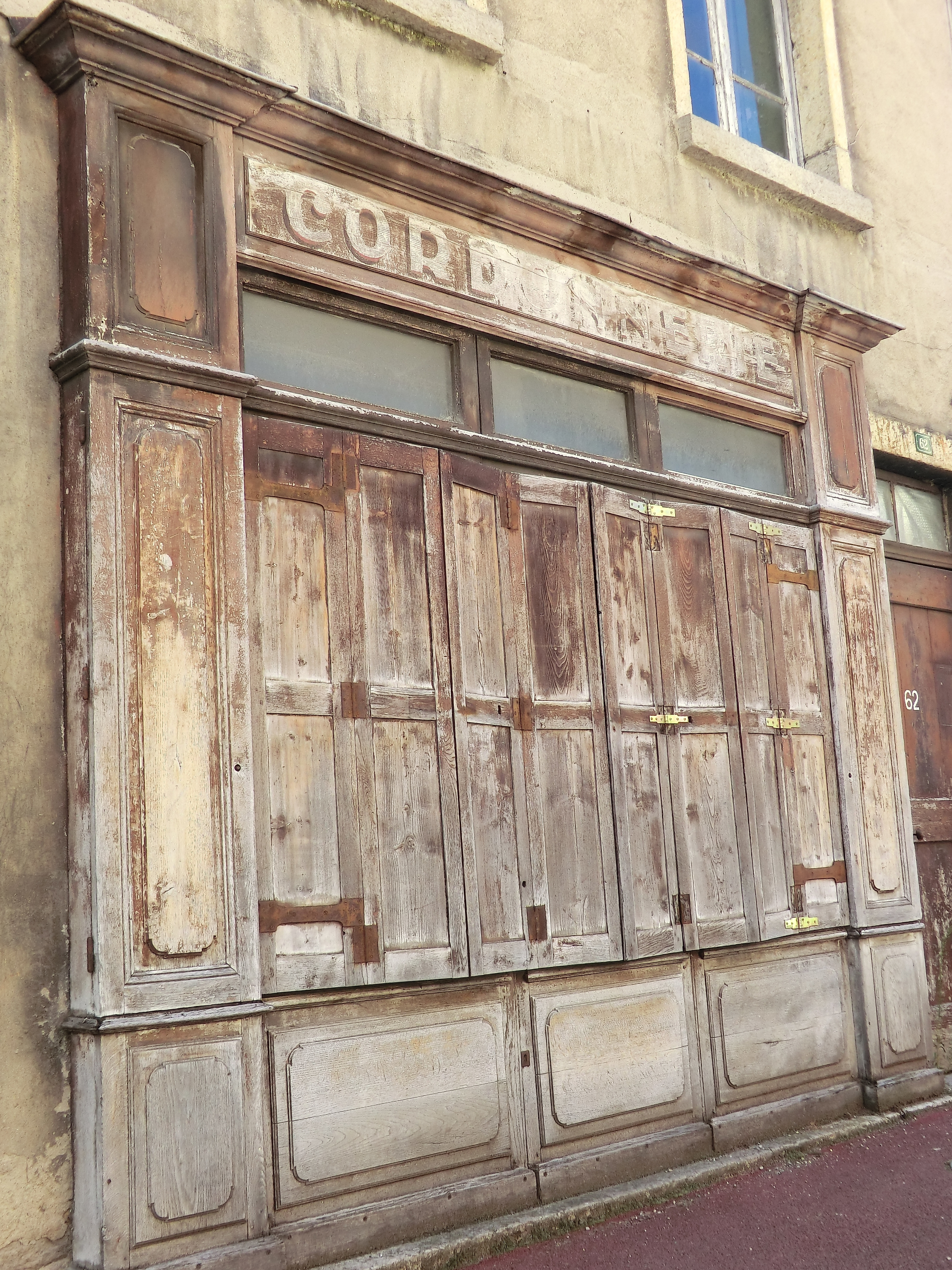
Une ancienne cordonnerie.

- Lavoir couvert.

- Église Saint-Maurice.
- L'ancienne poste.
- L'école d'Argis.
- Une ancienne cordonnerie.

## Équipements sportifs et ludiques
- Boulodrome de boule lyonnaise.
- City-stade, terrain de pétanque.
- Square de la Roche de Narse (jeux pour enfants).

## Commerce
À l'entrée du village, un bar-restaurant et dépôt de pain " La Casa d'Argis" a réouvert en juin 2025, ainsi qu'un studio photo.

## Gastronomie
Le village est situé dans la zone d'appellation d'origine contrôlée du fromage Comté, et dans la zone de production du ramequin, fromage local traditionnel de la vallée de l'Albarine.

### Personnalités liées à la commune
- Antoine-Gaspard Boucher d'Argis serait né dans la commune le 3 avril 1708.
- Louis Warnery (1856-1953), industriel et administrateur de la société Japy.
- Guy-Rachel Grataloup (1935-2022), artiste, peintre et plasticien, originaire et ayant passé son enfance à Argis. Auteur de la mosaïque géante 'Les Trois Arbres" à Paris-La Défense.
- Déborah Sananès (1995-), athlète spécialiste des épreuves de sprint.

### Héraldique
| Blason de Argis | Blason  | D'or à la bande d'azur semée d'étoiles du champ. |
| Blason de Argis | Détails | Le statut officiel du blason reste à déterminer. |

### Cyclisme
La commune voit passer le Tour de France 2023 deux fois en moins d'une semaine :
- le 14 juillet 2023, lors de la 13e étape du Tour de France 2023[34], Châtillon-sur-Chalaronne - Grand Colombier, qui verra la victoire de Michał Kwiatkowski au Grand Colombier ;
- le 20 juillet 2023, lors de la 18e étape du Tour de France 2023[35], Moûtiers -Bourg-en-Bresse, que remporte Kasper Asgreen.

## Pour approfondir